# Krølle-Bølle
Krølle Bølle er en troldedreng, der holder til på det nordlige Bornholm. Ludvig Mahler opfandt trolden for sin søn under 2. verdenskrig.
Krølle-Bølle bor i Langebjerg på Nordbornholm sammen med sin familie, der styres af faderen, Bobbarækus. Hans mor hedder Bobbasina og hans søster Krølle Borra. Krølle Bølle er ofte ude på narrestreger, og som så mange andre børn forstår han ikke altid konsekvenserne af sine handlinger.
Det er uvist om familien "i virkeligheden" tilhører De Underjordiske og ikke reelt er trolde. Muligvis er historierne digtet på baggrund af overtroen på Bornholm om De Underjordiske.
Krølle Bølle har som merchandise haft succes i mange år i turistbranchen på Bornholm, hvor der både kan købes nøgleringe, bamser, kaffekrus og lignende med Krølle Bølle.
Indtil 1. januar 2008 har Andelsmejeriet i Klemensker og Nestlé Premier Is i samarbejde produceret og solgt Krølle Bølle-is, herefter overtog norske Diplom Is rettighederne til navnet Krølle Bølle og dermed også produktionen af isen. i 2013 blev rettighederne solgt til Butlers Choice og produktionen på Bornholm ophørte. I 2017 indgik Butlers Choice samarbejde med supermarkedskæden REMA 1000, isen blev relanceret landsdækkende i en moderniseret udgave; Økologisk, Fairtrade-certificeret og med mælk og fløde fra danske Jersey-køer. Produktionen flyttede til Skee Is i Store Merløse på Midtsjælland. I 2022 blev rettighederne til Varemærket købt tilbage til Bornholm og ejes nu af Bornholms Ismejeri i Svaneke, som har genoptaget produktionen af en række af de historiske bornholmske pinde-is, der nu igen sælges flere steder på øen, udover i Iscafeen i Postgade i Svaneke. [kilde mangler]
Et flerårigt forskningsprojekt om overtro på Bornholm kaldes populært Krølle Bølle-forskning. 